# Rumson
Rumson è un comune (borough) degli Stati Uniti d'America, situato nello stato del New Jersey, nella contea di Monmouth.
Secondo il censimento degli Stati Uniti del 2020 , la popolazione del distretto era di 7.343 abitanti.